# Œil pour œil, dent pour dent (film)
Cet article concerne le film. Pour l'expression, voir Loi du talion.
Pour plus de détails, voir Fiche technique et Distribution.
Œil pour œil, dent pour dent (Occhio per occhio, dente per dente) est un film policier hispano-italien réalisé par Miguel Iglesias et sorti en 1967.

## Synopsis
Le journaliste Jeff Gordon et le célèbre graveur Professeur Norton parviennent à arrêter une bande de faux-monnayeurs. Le chef des faux-monnayeurs enlève le professeur Norton et sa fille, puis tente de tuer le journaliste Gordon. Gordon, aidé par un agent d'Interpol, parvient à infiltrer la cachette de la bande, à tuer son chef et à libérer la fille du professeur Norton, morte en tentant de s'enfuir.

## Fiche technique
- Titre français : Œil pour œil, dent pour dent ou La Cave aux tortures[1]
- Titre original italien : Occhio per occhio, dente per dente[2]
- Titre espagnol : Agente Z-55, misión Coleman ou Destino: Estambul 68[3]
- Réalisateur : Miguel Iglesias
- Scénario : Mario Colucci, José Antonio de la Loma
- Photographie : Giuseppe La Torre
- Montage : Teresa Alcocer
- Musique : Franco Pisano
- Décors : Juan Alberto Soler
- Maquillage : Antony Chanel, Margarita Martínez, Carmen Menchala, Vicenta Salvadó
- Production : Alfonso Balcázar
- Société de production : Balcázar Producciones Cinematográficas, Cinematografica Associati (CI.AS.)
- Pays de production :  Italie -  Espagne
- Langue originale : espagnol
- Format : couleur - 2,35:1 - Son mono - 35 mm
- Durée : 88 minutes
- Genre : Film policier
- Dates de sortie :
  - Italie : 28 octobre 1967
  - France : 20 octobre 1971

## Distribution
- Giacomo Rossi Stuart : Jeff Gordon
- Mónica Randall : Ursula
- Luis de Tejada : Professeur Sheldon
- Léa Nanni : Mary Sheldon
- Giuliano Raffaelli : Davigian
- Tomás Torres : Sébastien
- Gilda Giuffrida : Vivian
- Silvia Tortosa : Aixa